# Noturus albater
Noturus albater är en fiskart som beskrevs av Taylor, 1969. Noturus albater ingår i släktet Noturus och familjen Ictaluridae. Inga underarter finns listade i Catalogue of Life.